# Ana de Sajonia, landgravina de Hesse
Ana de Sajonia (en alemán, Anna von Sachsen; 5 de junio de 1420-Spangenberg, 17 de septiembre de 1462) fue una princesa de Sajonia y, por matrimonio, landgravina de Hesse.

## Biografía
Ana era la hija mayor del elector Federico I de Sajonia (1370-1428) de su matrimonio con Catalina de Brunswick-Luneburgo (1395-1442), hija del duque Enrique I de Brunswick-Luneburgo.
Ana, con una dote de 19.000 florines de oro renanos, se casó el 8 de septiembre de 1433 en Kassel con el landgrave Luis I de Hesse. Su compromiso había sido anunciado con motivo del Tratado de Herencia entre las dos casas en 1431 en Rotenburg. A través de este matrimonio, Luis aumentó su territorio considerablemente. Recibió las propiedades sajonas de Eschwege y Sontra del hermano de Ana, Federico II de Sajonia, que también renunció a sus derechos a Wanfried.

## Descendencia
De su matrimonio con Luis, Ana tuvo los siguientes hijos:
- Luis II (1438-1471), landgrave de Hesse. En 1454, se casó con la condesa Matilde de Wurtemberg-Urach (1438-1495).
- Enrique III (1440-1483), landgrave de Hesse-Marburgo. Se casó con Ana, condesa de Katzenelnbogen (1443-1494).
- Hermann (1449-1508), arzobispo de Colonia (1480-1508).
- Isabel (1453-1489), conocida como la Hermosa. En 1464, se casó con el conde Juan III de Nassau-Weilburg (1441-1480).
- Federico (1458-1463).